# Rumunia na Zimowych Igrzyskach Olimpijskich 1936
Reprezentacja Rumunii na Zimowych Igrzyskach Olimpijskich 1936 w Garmisch-Partenkirchen składała się z 15 zawodników, którzy wystartowali w pięciu dyscyplinach. Na tych igrzyskach olimpijskich po raz pierwszy w historii wystąpiła Rumunka. Po raz pierwszy w historii występów reprezentacji Rumunii na zimowych igrzyskach olimpijskich wystąpili zawodnicy nie reprezentujący tego kraju w bobslejach. W zawodach po tragicznej śmierci Dumitru Huberta, nie wystąpili mistrzowie świata z 1933 i brązowi medaliści mistrzostw świata z 1934, zdobywcy 4 miejsca na poprzednich igrzyskach.
Reprezentacja Rumunii nie zdobyła żadnego medalu, najwyższą pozycją zajętą przez reprezentantów Rumunii było 13 miejsce zajęte przez parę mieszaną w łyżwiarstwie figurowym.

## Biegi narciarskie
Biegi narciarskie były w programie zimowych igrzysk olimpijskich od początku, jednakże dopiero na igrzyskach olimpijskich w Garmisch-Partenkirchen, zadebiutowały sztafety. W 1936 na starcie pojawiło się blisko 2 razy więcej zawodników oraz dwa razy więcej reprezentacji niż 4 lata wcześniej. Wśród debiutantów była reprezentacja Rumunii, która wystartowała w sztafecie oraz biegu na 18 km oraz sztafecie. W zawodach rozgrywanych w dobrych warunkach atmosferycznych Rumuni, kończyli zawody w końcu stawki, będąc lepsi tylko od innych debiutujących reprezentacji oraz reprezentującego Kanadę w aż 4 konkurencjach Karla Johana Baadsvika.
Mężczyźni
- Ioan Coman
- Iosif Covaci
- Rudolf Kloeckner
- Willi Zacharias

| Zawodnik     | Czas    | Miejsce |
| ------------ | ------- | ------- |
| Ioan Coman   | 1-36:21 | 60      |
| Iosif Covaci | 1-37:23 | 61      |

| Zawodnicy                                                   | Czas    | Miejsce |
| ----------------------------------------------------------- | ------- | ------- |
| Willi Zacharias, Iosif Covaci, Ioan Coman, Rudolf Kloeckner | 3-27:50 | 14      |

## Bobsleje
Mimo że  bobslejowa reprezentacja Rumunii, uczestniczyła w igrzyskach olimpijskich cztery lata wcześniej oraz w 1933 i 1934 zdobywała mistrzostwo na mistrzostwa świata w bobslejowych dwójkach to żaden z członków tamtej drużyny nie uczestniczył w tych igrzyskach. Brak w kadrze zdobywców 4 miejsca w dwójkach i mistrzów świata oraz brązowych medalistów olimpijskich Dumitru Hubert i Alexandru Papană, był związany z tragiczną śmiercią, tego pierwszego, w katastrofie lotniczej w 1934. Alexandru Papană po śmierci swojego partnera z drużyn zakończył swoją karierę bobsleisty.
Jedynym zawodnikiem, który wcześniej startował w igrzyskach był Tiță Rădulescu, który wystąpił w debiucie na Zimowych Igrzyskach Olimpijskich 1928, będąc pierwszym reprezentantem Rumunii, który wziął udział w dwóch igrzyskach olimpijskich. Odwołanie Igrzysk Olimpijskich 1940 i 1944 z powodu II wojny światowej spowodowało, że były to ostatnie igrzyska olimpijskie w karierze bobsleistów uczestniczących w tych igrzyskach.
Zawody w Ga-Pa odbyły się na tym samym torze, na którym odbyły się mistrzostwa świata w 1934, w których w dwójkach zwyciężyła reprezentacja Rumunii. Tor ze względu na odwilż rozmarzał i mimo chłodzenia tlenem lód był niskiej jakości. Prace nad poprawą właściwości bobslejów powodowały, że różne ekipy miały znacznie różniące się od siebie sanie.
Mężczyźni
- Alexandru Budișteanu
- Alexandru Frim
- Dumitru Gheorghiu
- Alexandru Ionescu
- Aurel Mărășescu
- Tiță Rădulescu

| Skład                                   | Zjazd 1. | Msc. 1. | Zjazd 2. | Msc. 2. | Zjazd 3. | Msc. 3. | Zjazd 4. | Msc. 4. | W sumie | Miejsce |
| --------------------------------------- | -------- | ------- | -------- | ------- | -------- | ------- | -------- | ------- | ------- | ------- |
| Alexandru Frim, Tiță Rădulescu          | 1:29.96  | 9       | 1:27.26  | 16      | 1:34.06  | 17      | 1:24.73  | 10      | 5:56.01 | 15      |
| Alexandru Budișteanu, Dumitru Gheorghiu | 1:30.37  | 13      | 1:27.58  | 17      | 1:34.11  | 19      | 1:26.85  | 15      | 5:58.91 | 16      |

| Skład                                                                    | Zjazd 1. | Msc. 1. | Zjazd 2. | Msc. 2. | Zjazd 3. | Msc. 3. | Zjazd 4. | Msc. 4.      | W sumie | Miejsce      |
| ------------------------------------------------------------------------ | -------- | ------- | -------- | ------- | -------- | ------- | -------- | ------------ | ------- | ------------ |
| Alexandru Budișteanu, Tiță Rădulescu, Alexandru Ionescu, Aurel Mărășescu | 1:31.81  | 15      | 1:28.37  | 13      | 1:25.21  | 11      |          | Nieukończyli |         | Nieukończyli |

## Łyżwiarstwo figurowe
Kobiety
- Irina Timcic

Mężczyźni
- Alfred Eisenbeisser
- Roman Turuşanco

## Narciarstwo alpejskie
Narciarstwo alpejskie, które narodziło się w latach 30, debiutowało na tych igrzyskach Olimpijskich. W ramach igrzysk olimpijskich rozegrano dwie konkurencje: kombinacja alpejska kobiet i mężczyzn. Reprezentanci Rumunii brali udział tylko w konkurencji alpejskiej mężczyzn. W konkursie olimpijskim ze względu na wymagane amatorstwo nie dopuszczono między innymi instruktorów narciarstwa, którzy uczestniczyli między innymi w mistrzostwach świata w tej dyscyplinie.
Trudna trasa oraz brak czołowych zawodników spowodował, że ze startujących 66 zawodników i 37 zawodniczek ukończyło konkurencje 33 zawodników i 29 zawodniczek. Wśród czwórki zawodników z Rumunii zawody ukończył tylko, na 24 pozycji, Horst Scheeser.
Mężczyźni
- Iosif Covaci
- Rudolf Kloeckner
- Horst Scheeser
- Willi Zacharias

| Zawodnik         | Czas   | Punkty | Miejsce      | Czas   | Punkty | Miejsce      | W sumie | Miejsce      |
| ---------------- | ------ | ------ | ------------ | ------ | ------ | ------------ | ------- | ------------ |
| Horst Scheeser   | 6:03.4 | 79.09  | 28           | 3:18.1 | 74.00  | 24           | 76.55   | 24           |
| Willi Zacharias  | 6:16.2 | 76.40  | 33           |        |        | Nie ukończył |         | Nie ukończył |
| Rudolf Kloeckner |        |        | Nie ukończył |        |        | Nie ukończył |         | Nie ukończył |
| Iosif Covaci     |        |        | Nie ukończył |        |        | Nie ukończył |         | Nie ukończył |

## Skoki narciarskie
Reprezentacja Rumunii w skokach narciarskich debiutująca na zimowych igrzyskach olimpijskich, składała się z jednego skoczka, Hubert Clompe, również debiutanta.
W ramach igrzysk olimpijskich został rozegrany jeden konkurs na skoczni normalnej K-80 Große Olympiaschanze, otwartej specjalnie na te igrzyska. Na skoczni tej później do 2007 był rozgrywany noworoczny konkurs Turnieju Czterech Skoczni. W tych zawodach brało udział 48 skoczków. Regulamin zawodów przewidywał, udział w obu seriach wszystkich skoczków zgłoszonych do konkursu stąd, Clompe wziął udział także w drugiej serii.
Zawody na Große Olympiaschanze odbyły się w złych warunkach atmosferycznych i żaden z zawodników nie doleciał do punktu konstrukcyjnego.
Mężczyźni
- Hubert Clompe

| Zawodnik      | Długość | Punkty | Miejsce | Długość | Punkty | Miejsce | W sumie | Miejsce |
| ------------- | ------- | ------ | ------- | ------- | ------ | ------- | ------- | ------- |
| Hubert Clompe | 58.0m   | 88.2   | 38      | 59.0m   | 85.8   | 42      | 174.0   | 41      |